# C-32 (Licenciado Francisco Trujillo Gurria)
C-32 (Licenciado Francisco Trujillo Gurria) är en ort i Mexiko.   Den ligger i kommunen Huimanguillo och delstaten Tabasco, i den sydöstra delen av landet, 600 km öster om huvudstaden Mexico City. C-32 (Licenciado Francisco Trujillo Gurria) ligger 23 meter över havet och antalet invånare är 3 917.
Terrängen runt C-32 (Licenciado Francisco Trujillo Gurria) är mycket platt. Runt C-32 (Licenciado Francisco Trujillo Gurria) är det ganska glesbefolkat, med 45 invånare per kvadratkilometer. Närmaste större samhälle är Cárdenas, 13,8 km öster om C-32 (Licenciado Francisco Trujillo Gurria). Trakten runt C-32 (Licenciado Francisco Trujillo Gurria) består till största delen av jordbruksmark.